# Chaenorhinum tuberculatum
Chaenorhinum tuberculatum är en grobladsväxtart som beskrevs av F. Speta. Chaenorhinum tuberculatum ingår i släktet småsporrar, och familjen grobladsväxter. Inga underarter finns listade i Catalogue of Life.